# Conservatorio di Santa Caterina
Il Conservatorio di Santa Caterina è un ex monastero di Arezzo. (Altro Conservatorio di Santa Caterina si trova pure a San Marcello Pistoiese).
Un tempo monastero agostiniano intitolato alla Santissima Annunziata, fu voluto dalla compagnia omonima a partire dal 1481. La Compagnia si era stabilita nella contrada detta di Sant'Orsola per la presenza di un piccolo monastero di monache agostiniane. Già nel 1364 la Compagnia aveva deciso di costruire l'ospedale di San Cristoforo, rimasto in vita fino al 1490 e distrutto a seguito della costruzione del monastero e della chiesa. Nella cappella dell'ospedale Parri Spinelli dipinse a fresco una Crocifissione ancora visibile all'interno del conservatorio con la sua sinopia.